# (100182) 1994 AX10
(100182) 1994 AX10 es un asteroide perteneciente al cinturón de asteroides, descubierto el 8 de enero de 1994 por el equipo del Spacewatch desde el Observatorio Nacional de Kitt Peak, Arizona, Estados Unidos.